# Алас
Ала́с (індонез. Alas) — один з 24 районів округу Сумбава провінції Західна Південно-Східна Нуса у складі Індонезії. Розташований у західній частині. Адміністративний центр — селище Лабухан-Алас.
Населення — 28611 осіб (2012; 28121 в 2010).

## Адміністративний поділ
До складу району входять 7 селища та 1 село:
| Населений пункт      | Населення, осіб (2010) |
| -------------------- | ---------------------- |
| Бару, селище         | 2864                   |
| Далам, селище        | 5308                   |
| Джураналас, селище   | 4515                   |
| Каліманго, селище    | 3467                   |
| Лабухан-Алас, селище | 1493                   |
| Луар, селище         | 4984                   |
| Марентех, село       | 2465                   |
| Пулау-Бунгін, селище | 3025                   |